# Premio Martín Codax
El Premio de Poesía Martín Codax es un afamado premio literario convocado por las Bodegas Martín Códax de Cambados durante los años 1992 a 2000.
El premio estaba patrocinado por el ayuntamiento de Vigo y las universidades de Santiago de Compostela, Vigo y La Coruña. Las obras premiadas fueron editadas por la Editorial Galaxia dentro de su colección Dombate.

## Ganadores
- 1992 - Xavier Rodríguez Barrio, por Antiga Claridade (Premio de la Crítica Española y finalista del Nacional de Poesía en 1993).
- 1993 - Xosé Manuel Vélez, por Ritos de auga.
- 1994 - Darío Xohán Cabana, por Canta de cerca de morte.
- 1995 - Xesús Franco González, por Contra mar.
- 1996 - Miguel Anxo Fernán-Vello, por As certezas do clima.
- 1997 - Román Raña, por Ningún camiño.
- 1998 - Marta Dacosta, por Setembro.
- 1999 - No se convocó
- 2000 - Gonzalo Navaza Blanco, por Libra.

- Datos: Q3395868